# Rhipidoglossum candidum
Rhipidoglossum candidum é uma espécie de orquídea, família Orchidaceae, que existe no sudoeste e sul da Etiópia. Trata-se de planta epífita, monopodial com caule que mede menos de doze centímetros de comprimento; cujas pequenas flores tem um igualmente pequeno nectário sob o labelo.

## Publicação e sinônimos
- Rhipidoglossum candidum (P.J.Cribb) Senghas, Schlechter Orchideen 1(16-18): 1110 (1986).

Sinônimos homotípicos:
- Diaphananthe candida P.J.Cribb, Kew Bull. 34: 335 (1979).
- Angraecopsis candida (P.J.Cribb) R.Rice, Prelim. Checklist & Survey Subtrib. Aerangidinae (Orchidac.): 19 (2005).